# Lokalisten (Netzwerk)
„Lokalisten“ beziehungsweise Lokalisten.de war ein von der Lokalisten media GmbH betriebenes soziales Netzwerk. Die Online-Community wurde im Mai 2005 gegründet. Im Oktober 2006 hatte sie bereits eine Mitgliederzahl von 325.000 erreicht, im Juli 2010 etwa 3,6 Millionen. Die höchste Nutzung wurde im Oktober 2009 mit 43,2 Millionen Besuchen erreicht; seitdem musste die Plattform anhaltend starke Verluste hinnehmen, sodass die Zahl der monatlichen Besuche im April 2014 bei 1,7 Millionen lag.
Die Mitglieder kamen hauptsächlich aus Augsburg, München und Stuttgart, aber zum Teil auch aus anderen deutschen Großstädten, wie beispielsweise Berlin, Köln oder Frankfurt am Main. Auch für andere Länder existierte eine eigene Homebase (z. B. Ungarn, USA oder Italien).
Seit Mitte Oktober 2006 hielt ProSiebenSat.1 Media eine 30-prozentige Beteiligung an Lokalisten media. Ende Mai 2008 übernahm ProSiebenSat.1 weitere 60 Prozent. Angeblich sollen dafür zwischen 20 und 30 Millionen Euro gezahlt worden sein.
User von Lokalisten wurden auch Lokis bzw. Lokalisten genannt. Im Oktober 2006 konnte das Netzwerk etwa 325.000 Mitglieder vorweisen. In den Jahren 2009 und 2010 waren ca. 2 Millionen Nutzer aktiv. Diese Zahlen gingen im Jahr 2011 auf 800.000 Nutzer und im Jahr 2014 auf 200.000 zurück. Zuletzt waren im Juni 2016 noch 50.000 Nutzer aktiv.
Am 31. August 2016 informierten die Betreiber alle registrierten Nutzer per E-Mail, dass die Online-Community zum 30. September 2016 geschlossen wird. Zuletzt besuchten noch ca. 600.000 Nutzer pro Monat das Netzwerk. Bis zu diesem Termin konnten die Nutzer persönliche Bilder und Nachrichten sichern, bevor ihre Accounts mitsamt allen Daten gelöscht wurden.

## Anmeldung und Funktionsweise
Bei Lokalisten war anfangs eine Anmeldung nur dann möglich, wenn man von einem bestehenden Mitglied eingeladen wurde. Später wurde eine Anmeldung als sogenannter Neuling ermöglicht, die jedoch mit einigen Einschränkungen verbunden ist.
Angemeldete Benutzer konnten weitere Daten eintragen und laufend verändern, um so eine nur für Lokalisten erreichbare Web-Visitenkarte mit persönlichem Profil zu erzeugen. So konnten neben persönlichen Kontaktinformationen, wie Dialekt, Beruf, Tanzstil oder Lieblingsbuch, auch vielfältige Informationen zu Freizeitbeschäftigungen, wie Hobbys oder Sportarten, auch Angaben zur Ausbildung und den besuchten Schulen gemacht werden. Außerdem hatte jeder Benutzer die Möglichkeit, Fotos und Videos hochzuladen und diese in eigenen Kategorien (Fotoalben) zu präsentieren. Das erste Bild wurde als Vorschaubild in den Suchergebnissen und Übersichten genutzt. Dies alles sollte ermöglichen, ein gewisses Image von sich darzustellen und damit den öffentlichen Eindruck zu schärfen.
Nach der Anmeldung konnten Benutzer sich untereinander Freundschaft anbieten, mit Hilfe der Suchfunktion nach anderen Mitgliedern umschauen oder sich durch Freundesbäume – graphische Darstellungen der Beziehungen anderer Benutzer – klicken. Es war möglich, Kontakte nach dem Benutzernamen oder dem wirklichen Namen sowie nach der E-Mail-Adresse zu suchen, jedoch war der wirkliche Name in den Freundesbäumen nur dann einsehbar, wenn die beiden Benutzer die Freundschaft bestätigt haben.
Jeder Benutzer konnte jeden anderen Benutzer anklicken und über diesen freigegebene Informationen ansehen sowie dessen hochgeladene Bilder betrachten. Welche Informationen für nicht befreundete Personen sichtbar waren, konnte der Nutzer selbst bestimmen. Jedem Nutzer wurde angezeigt, wer auf ihn geklickt beziehungsweise sein Profil betrachtet hatte. Klickte man einen fremden Benutzer an, der nicht direkt mit einem befreundet ist, so zeigte einem die Website die Verbindung zum jeweiligen Benutzer über die Kette der Freunde und deren Freunde an. Wenn viele Beschwerden gegen einen Benutzer vorlagen, konnte dies zum Ausschluss des jeweiligen Benutzers führen. Jeder Benutzer hatte die Möglichkeit, ein kleines Tagebuch zu führen, in das er einen kurzen Text und ein Bild einfügen kann. Gästebucheinträge, die man von anderen Benutzern geschrieben bekommen hatte, konnte man entweder annehmen oder löschen.
Optional wurde der Benutzer über weitere Nachrichten, Freundesanfragen oder spezielle Ereignisse in Form eines E-Mail-Newsletters informiert.
Neben der Kontaktpflege über das interne Nachrichtensystem bot Lokalisten.de einen Veranstaltungskalender, einen Marktplatz und ein Blog-System. Die Veranstaltungen wurden von den Benutzern selbst eingetragen, was in größeren Homebases wie z. B. München oft zu Spaßeinträgen im Veranstaltungsbereich führte. Diese Ereignisse, die dem Benutzer thematisch und regional aufbereitet dargestellt wurden, umfassten Partyankündigungen, Sportereignisse, Hilfegesuche, Verkaufsangebote sowie Hinweise und Nachrichten aller Art. Die Möglichkeit einer detaillierten Auswertung bezüglich bestimmter Benutzergruppen, beispielsweise nach Hobbys, Sportarten, Interessen, Alter oder Geschlecht, vervollständigten das Angebot. Ferner existierte die Möglichkeit, jemandem in sein virtuelles Gästebuch zu schreiben.

## Finanzierung
Die Belastung der Server durch reguläre Anfragen hatte anfangs in den Hauptzeiten nachmittags und am Wochenende die Grenzen der privatfinanzierten Server aufgezeigt. So litt die Performance nicht nur unter den zeitweise über 60.000 angemeldeten Benutzern, sondern auch unter der GUI, welches die Verarbeitung großer Datenmengen erfordert. Dennoch kam es selten zu länger andauernden Überlastungen der Server.
Die Serverwartung und das Hosting wurde durch die Firma SpaceNet AG unterstützt und viele Kosten von den Gründungsmitgliedern getragen. Diese hatten eine Finanzierung durch Werbung zunächst ausgeschlossen und konnten stattdessen Geld durch T-Shirt-Druck, ein eigenes Lokalisten-Dirndl und Partyveranstaltung einnehmen. Die Firma beschäftigte insgesamt 45 Mitarbeiter.

## Homebases
Die Homebase (Heimatbasis) der Lokalisten bezeichnete den auf der Website angegebenen Wohnort des jeweiligen Benutzers. In Deutschland gab es auf der Seite rund 100 Homebases, die meisten aus der Region Oberbayern und Bayerisch-Schwaben. In Österreich gab es Homebases für die Bundesländer Oberösterreich, Salzburg, Steiermark, Tirol und Wien, in der Schweiz für die Kantone Bern, Basel-Stadt, Luzern, St. Gallen und Zürich. In weiteren Ländern wurde die Etablierung von Homebases angestrebt.

## Chat
Auf lokalisten.de wurde ein Chat angeboten. Dieser umfasste vier Chaträume, in denen sich User in einem Gruppenchat unterhalten konnten: Wohnzimmer, Kinderzimmer, Bibliothek, Schlafzimmer. Alle Chaträume wurden von Lokalhelfern der Plattform moderiert. Ein 1-zu-1-Chat war ebenfalls möglich.
Die Lokalisten boten einen eigenen XMPP-Chatserver an. So ergab sich die Möglichkeit, den Lokalisten-Chat mit einem Jabber-Programm wie Psi oder Pandion zu nutzen. Dieser war über den Servernamen im.lokalisten.de zu erreichen. Der Benutzername und das Passwort waren den in der Community gewählten gleich. In der Kontaktliste befanden sich nur Mitglieder, welche man als Freund über die Lokalisten-Website akzeptiert hat. Der Autorisierungs-Mechanismus von XMPP konnte nicht genutzt werden. Es war auch keine Verbindung zu und von externen XMPP-Servern möglich. Der Chat wurde nur von einem geringen Bruchteil der Lokalisten-Anwender regelmäßig verwendet.

## Auszeichnungen
- Pädi-Gütesiegel in der Kategorie „Empfehlenswerte multimediale Produkte für Jugendliche“[12] (2006)
- VisionAward_07 in der Kategorie „Online“[13] (2007)

## Kritik
In einer Studie hatte das Fraunhofer-Institut für Sichere Informationstechnologie im August 2008 den Umfang der Privatsphäre-Konfigurationsmöglichkeiten der Community kritisiert. 
Eine offizielle Stellungnahme erfolgte nach kurzer Zeit. Danach war es möglich, seinen Account im Webinterface zu löschen, und es war nicht mehr notwendig, eine E-Mail zu schreiben.

## Anderes
Auf Lokalisten gab es auch Anwendungen wie z. B. Buddy Poke, Emote!, Friendwheel oder Jukebox. Eine Besonderheit bei Lokalisten war die durchgehende Kleinschreibung in der von den Entwicklern bereitgestellten Benutzeroberfläche. Dadurch grenzte sich die Plattform von anderen sozialen Netzwerken ab. Seit 2008 machte Lokalisten Werbung mit dem aus Galileo und taff bekannten Moderator und Sänger Daniel Aminati.